# Вервица

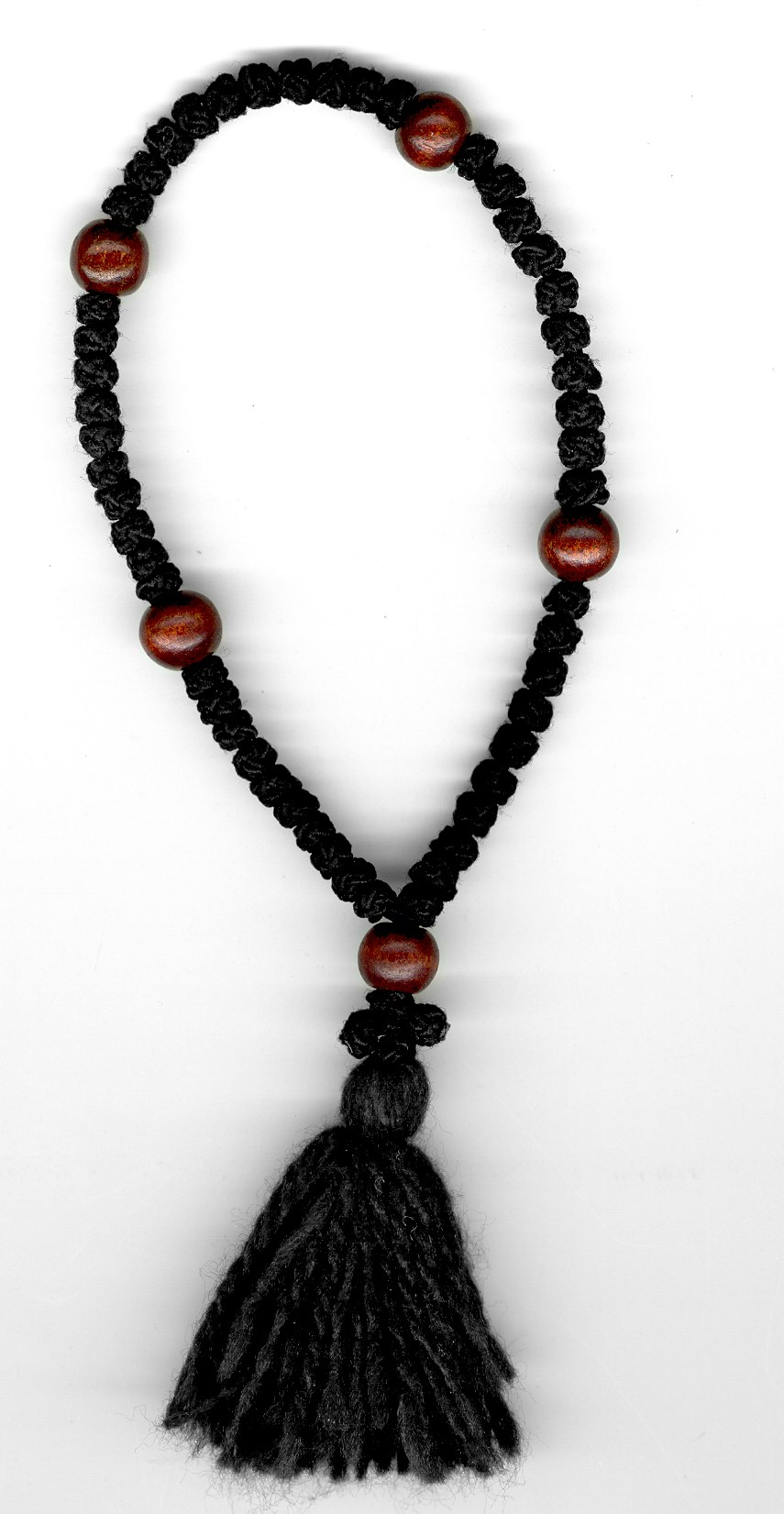
Малые узелковые чётки на 50 узлов

Ве́рвица (уменьшительное от ст.‑слав. вервь — верёвка) — узелковые чётки, традиционные для православной церкви.

## Происхождение
Предание приписывает создание вервицы Василию Великому. Первоначально вервица не замыкалась в кольцо, а представляла собой верёвку с навязанными на ней 103 узлами для отсчитывания молитв неграмотными монахами. Также чтением определённого числа молитв по вервице заменяли при необходимости общее богослужение. Использование вервицы закреплено в Номоканоне (87-е правило).

## Разновидности
Церковнославянское слово «вервица» позже использовалось для обозначения чёток разного устройства: как ременных (типа современной лестовки старообрядцев), так и с нанизанными на нить зёрнами.
В то же время сохранилась традиция вязания чёток из нити или шнура особыми узлами. Традиционно вязанные чётки-вервица насчитывают 100 узлов, разделённых обычно на четверти (по 25) или декады (по 10) более крупными узлами или нанизанными разделителями. Также используются более мелкие вервицы — на 50, 33 (в виде браслета) и 10 (в виде кольца на палец) узлов. В келейной монашеской практике возможно использование длинных (по 1000 и более узлов) вервиц. Вязаная вервица, соединённая в кольцо, обычно оканчивается кистью и/или крестом, образованным из нескольких узлов.
На Балканах род вязаных из овечьей шерсти чёток, по сути вервица, имеет особое наименование — брояница и служит одним из национальных символов. См. также — комбоскини.

## Аналоги и параллели
В истории ислама известно использование в качестве чёток верёвки с навязанными узлами (см. субха). Для отличия христианские чётки имеют крест.